# A Classic Case
A Classic Case är ett musikalbum med Jethro Tull tillsammans med London Symphony Orchestra, släppt 1985. Musiken arrangerades och dirigerades av David Palmer, som varit medlem i gruppen från 1976 till 1980. Albumet spelades in under sommaren 1984 i CBS Studios i London. Det släpptes den 31 december 1985 i USA av skivbolaget RCA Records.

## Låtlista
1. "Locomotive Breath" – 4:16
2. "Thick as a Brick" – 4:24
3. "Elegy" (David Palmer) – 3:41
4. "Bourée" (Johann Sebastian Bach, arr.: Jethro Tull) – 3:10
5. "Fly by Night" – 4:12
6. "Aqualung" (Ian Anderson/Jennie Anderson) – 6:22
7. "Too Old to Rock ’n’ Roll; Too Young to Die" – 3:27
8. "Teacher" / "Bungle in the Jungle" / "Rainbow Blues" / "Locomotive Breath" – 3:58
9. "Living in the Past" – 3:29
10. "War Child" – 4:56

- Alla låtar skrivna av Ian Anderson där inget annat anges.

## Medverkande
- Ian Anderson – flöjt, akustisk gitarr
- Martin Barre – elektrisk gitarr
- Dave Pegg – basgitarr
- Peter-John Vettese – keyboard
- Paul Burgess – trummor, percussion
- London Symphony Orchestra
- David Palmer – arrangement, dirigent, musikproducent
- Mike Ross – ljudtekniker
- Tim Summerhayes – ljudtekniker
- Manfred Vormstein – omslagsdesign, foro